# Anicla ornea
Anicla ornea är en fjärilsart som beskrevs av Druce 1889. Anicla ornea ingår i släktet Anicla och familjen nattflyn. Inga underarter finns listade i Catalogue of Life.